# A Voltvalaki Hotel és a Helluva Boss szereplőinek listája
Ez a szócikk a Vivienne Medrano által megalkotott Voltvalaki Hotel és Helluva Boss című amerikai televíziós animációs sorozat szereplőit sorolja fel.

### A szereplők mennyiségéről
Mindkét sorozat rövid sugárzás alatt tömérdek karaktert vont bele a történetbe. Amiért sok negatív kritikát kap mind a két sorozatok különböző indokok miatt.
A Voltvalaki Hotel a 8 epizódból álló első évadjában minden részben (a finálé kivételével) kettő vagy több új szereplővel ismerkedhetett meg a néző. Kritikusok úgy állapították meg, hogy a főhősöket ezzel háttérbe szorították és visszatartották a jellemük fejlődésétől.
A Helluva Bossba tömérdek főgonoszt írtak bele a történetbe. Az íróknak hiába van rengeteg potenciájuk mégis bővítik a főellenségek létszámát.

## A Helluva Boss főszereplői

### Blitzo
Blitzo (eredeti hangja: Brandon Rogers)

### Moxxie
Moxxie (eredeti hangja: Richard Steven Horvitz)

### Millie
Millie (eredeti hangja: Vivian Nixon)

### Loona
Loona (eredeti hangja: Erica Lindbeck)

### Stolas
Stolas (eredeti hangja: Bryce Pinkham)

## A Helluva Boss mellékszereplői

### Ahét főbűn
- Asmodeus a bujaság bűnét testesíti meg.
- Belzebub a torkosság bűnét testesíti meg.
- Mammon a kapsziság bűnét testesíti meg.
- Sátán a harag bűnét testesíti meg.
- Belfegor a lustaság bűnét testesíti meg.
- Leviatán a irigység bűnét testesíti meg.

### Goetial démonok
- Octavia Stolas és Stella lánya-
- Stella Stolas ex-felesége.
- Andrealphus Stella bátyja.
- Paimon Stolas apja.

### A pokol lakói
- Alessio
- Barbie Wire
- Cash Buckzo
- Chazwick Thurman
- Crimson
- Fizzarolli
- Glitz és Glam
- Joe
- Lin
- Mister Butler
- Robo Fizz
- Sallie May
- Striker
- Tilla
- Verosika Mayday
- Vortex
- Wally Wackford
- Loopty Goopty
- Lyle Lipton
- Mrs. Mayberry

### A mennyország lakói
- Cletus
- Collin
- Keenie
- Deerie

### Emberek
- 1-es ügynök
- 2-es ügynök
- Eddie
- Martha
- Ralphie